# 路上厝
路上厝，是臺灣彰化縣芳苑鄉的一個傳統地域名稱，位於該鄉南部。相較於今日行政區，其範圍大致包括路上村、福榮村、三成村、路平村。

## 歷史
台灣清治末期至日治初期，路上厝地區為一街庄，稱為「路上厝庄」，隸屬於深耕堡。該庄北與頂廍仔庄、後藔庄為鄰，東與二林庄、中西庄為鄰，南邊為魚藔庄，西邊為外五間藔庄、新街庄。
1901年（日治明治三十四年）11月，全台廢縣廳改設二十廳，該庄隸屬於彰化廳。1903年（明治三十六年）6月，該庄編入「番挖區」，隸屬於彰化廳。1909年（明治四十二年）10月，合併二十廳為十二廳，番挖區改隸屬於臺中廳。1920年（大正九年），廢廳、支廳、區、街庄（舊制）改設州、郡、街庄（新制）、大字，該庄改制為「路上厝」大字，隸屬於臺中州北斗郡沙山庄。
戰後沙山庄改制為沙山鄉，隸屬於臺中縣，大字亦改制為村。1946年2月，沙山鄉改名為芳苑鄉。1950年10月，中、彰、投分治，芳苑鄉改隸屬彰化縣。

## 聚落
本地區發展較早的聚落為路上厝，在日治期初期的官方地圖上已有記載。

## 交通
縣道143號（二城路）是漢寶至大城的道路，大致以東北—西南走向經過路上厝地區東南部邊界外不遠處。由該道路向東北可前往二林市區、山寮西部、舊趙甲西部、草湖、漢寶並止於省道台17線路口，向西南可前往魚寮、大城市區、下山腳並止於下山腳堤防道路路口。
縣道150號（斗苑路頂後段、斗苑路三合段）是芳苑至南投的道路，大致以西北—東南走向轉西北西—東南東走向經過本地區東北部邊界外不遠處。由該道路向西北可前往頂廍子北部、芳苑並止於省道台17線路口，向東南東可前往二林、埤頭、國道1號北斗交流道、北斗、田中、名間西北部、南投等地。
鄉道彰121線（路平路）是王功至路上厝的道路，其南側端點位於本地區中部路上厝聚落中央偏東的鄉道彰157線、彰158線共線路口。由此向北轉東北微北再轉北北東出聚落後直行以至出境，可前往後寮、埤腳東部的五圳聚落、王功並止於省道台17線舊線（芳漢路王功段）路口。
鄉道彰156線（新上路）是新街至路上厝的道路，其東側端點位於路上厝聚落中央偏北的鄉道彰157線路口。由此向西北西出聚落後直行，至本地區西部邊界中央偏北處轉北北東沿邊界而行，再轉西北西出境後可前往新街並止於省道台17線路口。
鄉道彰157線（上林路路上段、上城路）是永興至魚寮的道路，大致以西北微北—東南微南走向由本地區北部邊界中央偏西處側入境後，至路上厝聚落轉南南西，經鄉道彰156線終點路口後轉南南東再轉南微西再轉東南東，至鄉道彰121線終點路口暨鄉道彰158線路口轉東北東與後者共線，至上城路路口轉南南西獨行，出聚落後續直行以至於本地區南部邊界出境。由該道路向西北微北轉北北東可前往頂廍子、埤腳、溝子墘並止於鄉道彰121-1線路口，向南南西可前往魚寮並止於縣道143號路口。
鄉道彰158線（姑寮路、小西路、上林路路上段）是姑寮至二林的道路，大致以西南—東北走向由本地區西南部邊界入境後直行，進入路上厝聚落後轉北北東再轉東北東，至至鄉道彰121線終點路口暨鄉道彰157線左側路口續行與後者共線，至鄉道彰157線右側路口後獨行以至於本地區東部邊界中央偏北處出境。由該道路向西南可前往外五間厝並止於其西南部邊界地帶菇寮南側的省道台17線路口，向東北東可前往中西北部的舊社聚落、二林市區並止於縣道143號路口。

## 學校
- 路上國小 （页面存档备份，存于）